# El camino de los sueños (libro)
El camino de los sueños (en inglés: The Road of Dreams) es un libro de la novelista de crimen y misterio Agatha Christie. Fue publicado a expensas de la autora por Geoffrey Bles en enero de 1925, al precio de cinco chelines (5/-). Solo hubo una edición de 112 páginas publicado sin fecha precisa.
El contenido de este libro fue reimpreso en la colección Poemas (publicado en 1973), como Volumen 1, aunque existen grandes diferencias entre estas dos ediciones.
El libro está dividido en cuatro secciones:
- A Masque from Italy: Diez poemas creados en torno al tema de la commedia dell'arte, centrados en el personaje de Harlequin, un precursor del señor Harley Quin de sus cuentos.
- Ballads: Siete poemas/baladas románticas que contienen historias de caballeros, damas y sobre muertes durante el parto.
- Dreams and Fantasies: Siete poemas con referencias vagas hacia los sueño y las pesadilla.
- Other Poems: Once poemas de temas misceláneos.

La última de estas incluye un poema titulado In a Dispensary, el cual menciona muchos de los venenos que Christie usó durante su larga carrera ficticia.